# Navas (Corresa)
Nàvas (en francès Naves) és un municipi francès situat al departament de la Corresa i a la regió de la Nova Aquitània.

## Demografia
| 1962                                       | 1968  | 1975  | 1982  | 1990  | 1999  | 2007  |
| ------------------------------------------ | ----- | ----- | ----- | ----- | ----- | ----- |
| 1.410                                      | 1.386 | 1.534 | 1.912 | 2.187 | 2.036 | 2.260 |
| Des de 1962: població sense dobles comptes |       |       |       |       |       |       |

## Història
Situada a l'encreuament de dos importants camins romans, les naus del llatí Navea (vall fèrtil), es va establir en època gal·loromana, en aquesta època el poble incloïa temples, teatre i molts altres monuments, i en excavacions arqueològiques a Tintignac es van trobar set exemplars sencers de Càrnix.

## Administració
| Període   | Identitat    | Partit |
| --------- | ------------ | ------ |
| 2001-2008 | Maurice Bar  | UMP    |
| 2008-     | Alain Brette | PS     |